# هنري بتريتش
هنري بتريتش (بالبولندية: Henryk Petrich)‏ (مواليد 10 يناير 1959) هو ملاكم بولندي، مثّل بلاده في الألعاب الأولمبية الصيفية 1988 وحقق الميدالية البرونزية في فئة الوزن الثقيل الخفيف.

## روابط خارجية
هنري بتريتش على موقع أوليمبيديا (الإنجليزية)
- هنري بتريتش على موقع اللجنة الأولمبية البولندية (مؤرشف) (البولندية)